# استیون اس اسوالد
دریابان استیون اسکات اسوالد (به انگلیسی: Rear Admiral Stephen Scot Oswald) فضانورد اهل ایالات متحده آمریکا است که در ۳۰ ژوئن ۱۹۵۱ میلادی در سیاتل، واشینگتن زاده شد. وی در مأموریت اس‌تی‌اس-۴۲، اس‌تی‌اس-۵۶، اس‌تی‌اس-۶۷ حضور داشته است.